# Llenguatge de programació de primera generació
Un llenguatge de programació de primera generació (1GL) és un llenguatge de programació a nivell de màquina i pertany als llenguatges de programació de baix nivell.
Un llenguatge de programació de primera generació (1GL) és una agrupació de llenguatges de programació que són llenguatges a nivell de màquina utilitzats per programar ordinadors de primera generació. Originalment, no s'utilitzava cap traductor per compilar o muntar el llenguatge de primera generació. Les instruccions de programació de primera generació es van introduir a través dels interruptors del panell frontal del sistema informàtic.
Les instruccions de 1GL estan fetes de nombres binaris, representats per 1 i 0. Això fa que el llenguatge sigui adequat per a la comprensió de la màquina, però molt més difícil d'interpretar i aprendre pel programador humà.
El principal avantatge de programar en 1GL és que el codi es pot executar de manera molt ràpida i molt eficient, precisament perquè les instruccions les executa directament la unitat central de processament (CPU). Un dels principals inconvenients de programar en un llenguatge de baix nivell és que quan es produeix un error, el codi no és tan fàcil de solucionar.
Els llenguatges de primera generació estan molt adaptats a un ordinador i una CPU específics i, per tant, la portabilitat del codi es redueix significativament en comparació amb els llenguatges de nivell superior.
Els programadors moderns encara utilitzen ocasionalment codi a nivell de màquina, especialment quan es programen funcions de nivell inferior del sistema, com ara controladors, interfícies amb firmware i dispositius de maquinari. Les eines modernes, com ara compiladors de codi natiu, s'utilitzen per produir nivell de màquina a partir d'un llenguatge de nivell superior.